# 镫骨
鐙骨（stapes /ˈsteɪpiːz/、stirrup）是中耳的一塊聽小骨，存在於人類和其他哺乳動物。這塊骨頭形如馬鐙，貼在卵圓窗上，負責將聲波震動由此處傳送至內耳。鐙骨是人體最小且最輕的骨頭，其英文名稱「stapes」即為拉丁文的馬鐙。

## 結構

### 外形

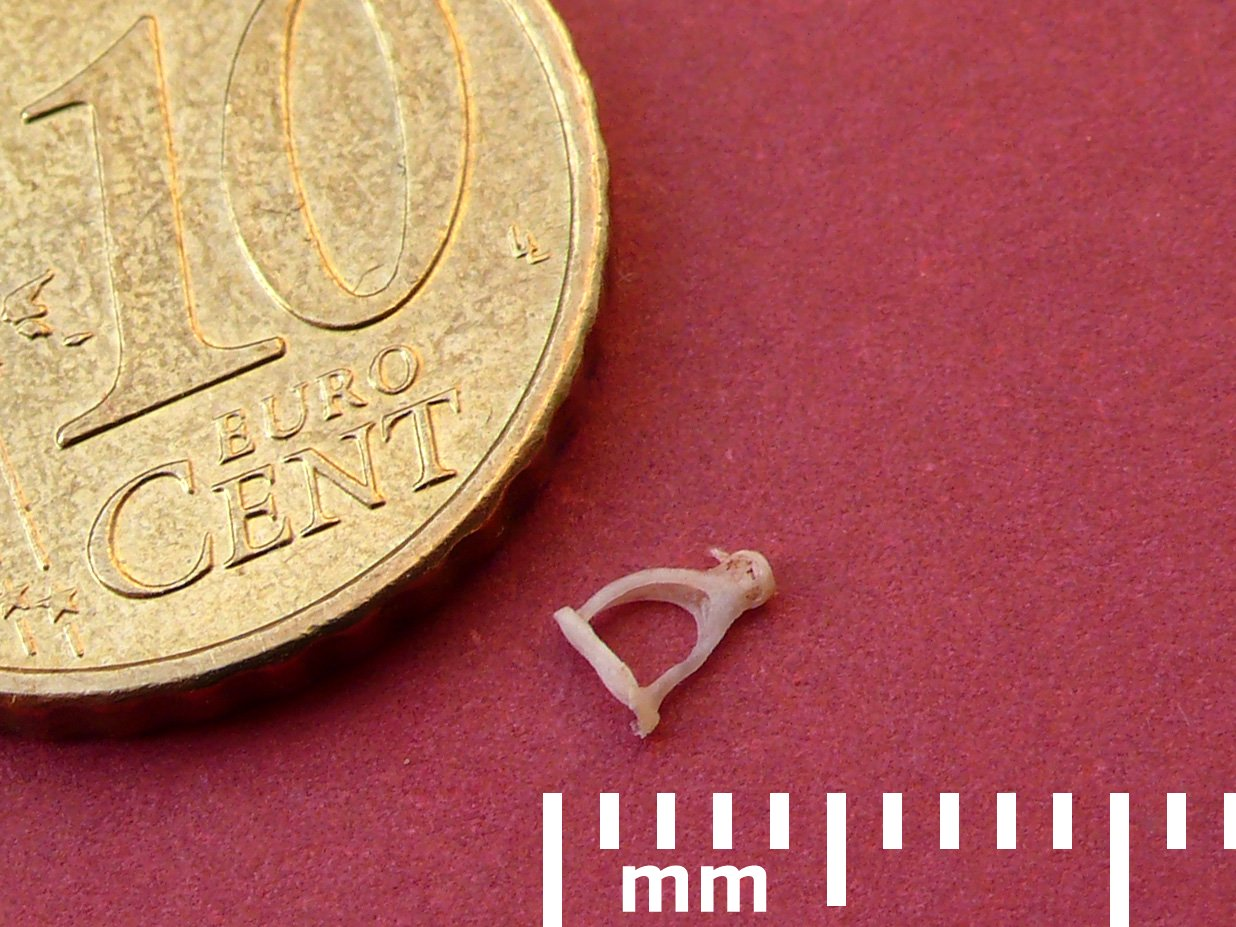
照片顯示鐙骨的大小，以10分歐元硬幣為比例尺。

鐙骨是中耳三塊聽小骨中的最後一塊，以環形韌帶和卵圓窗相連。它狀似馬鐙，足板（即底部）座落於卵圓窗，頭部和砧骨形成關節，頭部和足板間以前腳和後腳連結:862。鐙骨和砧骨間則為砧骨鐙骨關節。鐙骨是人體最小的骨頭，大小約3 x 2.5公釐，頭部到足板的軸較長。

### 發育
鐙骨發育自第二咽弓，在胚胎發育第6－8週逐漸成形。胚胎時期人體具有鐙骨血管，為耳後動脈的分支，但之後會退化，因而形成鐙骨中央的孔洞。

### 變異
相較於其他骨頭，不同種族的人們鐙骨尺寸差異較小。 約0.01－0.02%的人鐙骨血管沒有退化，而持續留存於中央孔洞，他們有可能因此聽到脈搏，但也可能完全沒有症狀。有些人則完全沒有鐙骨，但這種情況非常罕見:262。

### 其他動物
鐙骨是哺乳動物三塊聽小骨的最後一塊。在非哺乳類四足動物，和鐙骨同源的骨頭是它們唯一的聽小骨，稱為耳柱骨；然而也有人用鐙骨來描述爬蟲類的聽小骨。兩生類的耳器具有五塊軟骨，鐙骨和其足板分別對應到中撥部（pars media plectra）和內撥部（pars interna plectra）；鐙骨和其同源構造最初由魚類的舌頜軟骨演化而來，屬於鰓弓的一部份，用於支持氣門或下頜（依種類不同）。:481–482

## 功能
鐙骨位處砧骨和內耳之間，負責將來自砧骨的震動傳到卵圓窗；卵圓窗是通往內耳的通道，有一層膜分隔內耳和中耳。由於鐙骨足板和卵圓窗的面積比鼓膜小很多，因此能增加中耳對內耳的壓力，克服卵圓窗傳遞聲波時面臨的阻抗。:289
鐙骨肌附著在鐙骨頸上，負責維持鐙骨的穩定，由顏面神經支配。鐙骨肌收縮將使鐙骨較不易震動，從而防止過強的聲音對內耳造成傷害。:861–863

## 臨床疾病

### 耳硬化症
耳硬化症是一種先天性或自發性的疾病，患者內耳發生異常的骨質重塑，造成鐙骨黏著在卵圓窗上，喪失傳遞聲音的能力，導致患者傳導性耳聾。臨床上約有1%的人患有耳硬化症，但在多數案例中不會產生可察覺的症狀。青少年和婦女有較高的耳硬化症發生率。目前主要的治療方法有兩種，鐙骨切除術將鐙骨移除後換上人造鐙骨；鐙骨足板造孔術則在鐙骨足板（即底部）打一個小洞，然後將義肢插入洞中 :661。若患者的鐙骨血管沒有退化，手術會變得更複雜；鐙骨足板纖維化或阻塞性耳硬化等因素也會使手術難度增高 :254–262。目前普遍將先天性中耳缺陷分為四型，和鐙骨黏著相關的第一型和第二型就佔了超過一半。

### 砧骨鐙骨關節不連續
砧骨鐙骨關節不連續（Incudostapedial discontinuity）是指砧骨和鐙骨沒有接觸，導致震動無法傳遞，但此症狀通常是因為砧骨長突毀損或骨質吸收造成。手術可使用自體移植的骨頭或義肢來傳遞震動，繞過錘骨砧骨關節，使錘骨的震動能直接帶動鐙骨；在較輕微的患者中也可以打入骨水泥，讓聽小骨間重新接觸。

## 歷史

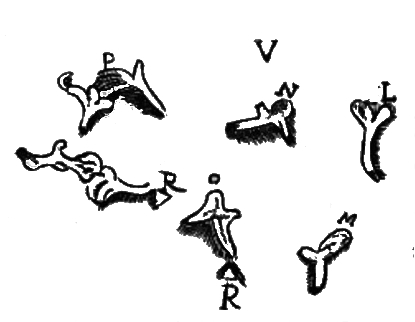
喬望尼·菲利波·英格拉西亞是第一個描述鐙骨的解剖學家。（圖中標示為M，位於右下方）

一般認為鐙骨是拿坡里大學的喬望尼·英格拉西亞教授於1546年所發現，相關描述見於英格拉西亞的《解剖紀事》，這本書在他逝世後才於1603年出版；但西班牙解剖學家佩德羅·希梅諾（Pedro Jimeno）於1549年發表的《醫學對談》中也描述了鐙骨，因此最先發現鐙骨的人是誰仍存有一些爭議。鐙骨因狀似馬鐙而以此為名，其英語名稱「stapes」即為拉丁語的馬鐙，由於早期使用拉丁語的地區還沒有馬鐙，該字可能是中世紀才出現的晚期拉丁語詞彙，來自古典拉丁語的「站（stapia）」。

## 外部連結
- . Eaton Peabody Laboratory of Auditory Physiology.   [2016-09-08]. （原始内容存档于2016-04-13）.

本條目使用了部分解剖術語。